# Festival Nacional de Teatro Amador

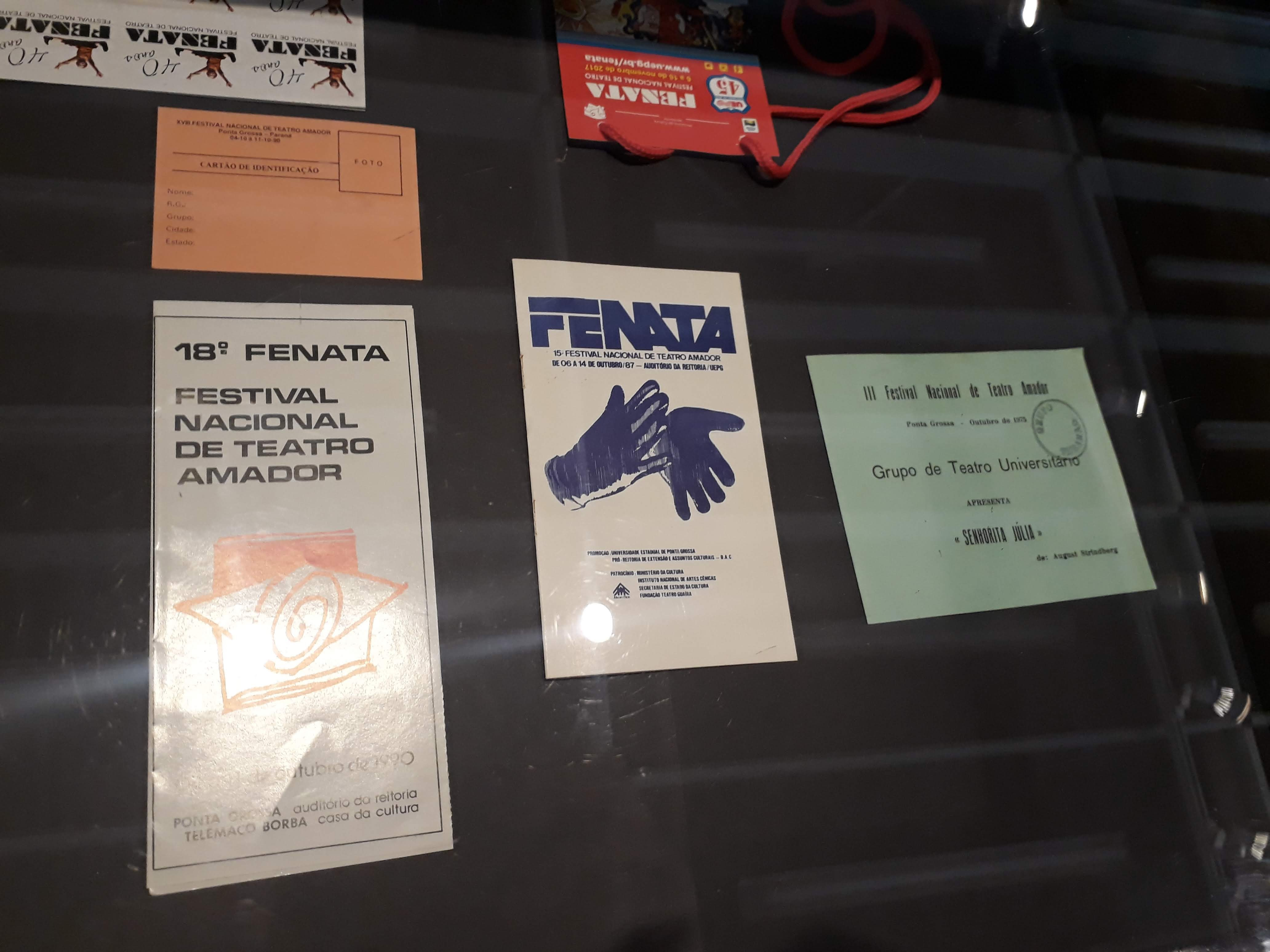
Acervo sobre o Fenata, no Museu Campos Gerais.

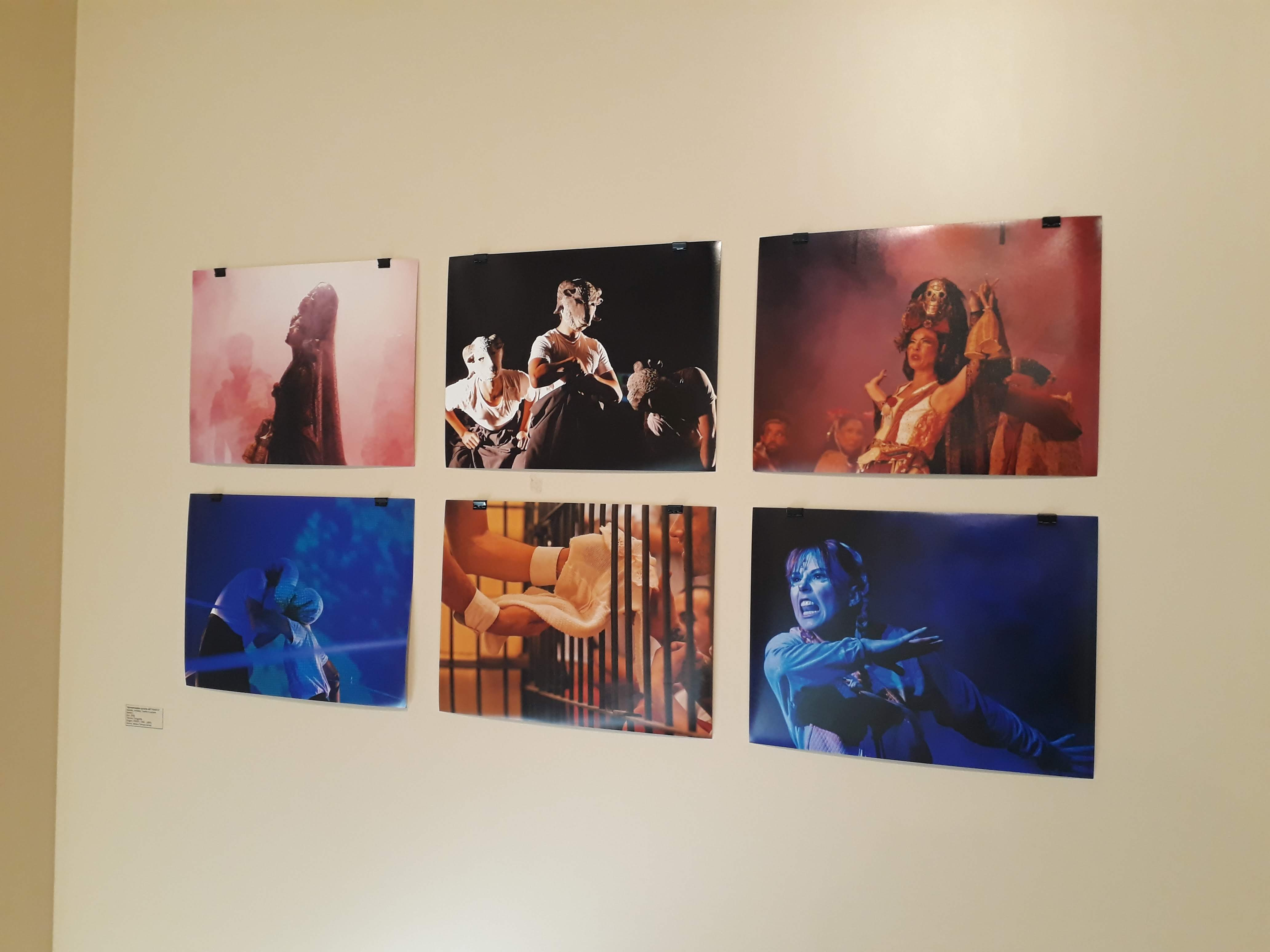
Acervo sobre o Fenata, no Museu Campos Gerais.

O Festival Nacional de Teatro Amador - FENATA é um dos mais conceituados festivais de teatro brasileiros, que ocorre ininterruptamente desde 1973, no mês de novembro, na cidade de Ponta Grossa, no estado do Paraná.

## História
O idealizador do festival foi o teatrólogo Telmo Faria (José de Faria Moritz), o qual foi também diretor das primeiras edições. Mercê dos seus contatos e amizades com grandes expoentes do teatro brasileiro, vieram para as primeiras edições nomes de expressão nacional para compor o júri e como palestrantes, como Henriette Morineau, Grande Otelo, Bibi Ferreira, Gianni Ratto, Ary Fontoura, Bárbara Heliodora, Walmor Chagas, Paulo Autran, entre muitos outros, que colocaram Ponta Grossa no cenário teatral brasileiro. A presença dessa constelação de estrelas ajudou a atraír para o Festival grupos de todo o Brasil, dando-lhe a respeitabilidade que mantém até hoje. No grupo dos artistas revelados no Festival estão Ulysses Cruz, João Falcão, Jorge Fernando e Licurgo Spínola.
Segundo dados da Universidade Estadual de Ponta Grossa (UEPG), promotora do evento, até a sua trigésima edição o Fenata havia reunido 553 grupos amadores, procedentes de todos os estados brasileiros, numa soma de 6.166 atores, técnicos e diretores.
Produção crítica
Para saber da produção crítica do festival, há a obra "Festival crítico: uma década escrevendo sobre o Fenata (Festival Nacional de Teatro)". De autoria de Helcio Kovaleski, o livro publicado em 2014 documenta dez anos de acompanhamento crítico do Festival, de sua edição 31 à de número 40, reunindo 98 análises relativas a 68 grupos teatrais de quatro regiões do País. As críticas foram originalmente publicadas "a quente" no jornal Diário dos Campos e no blog Boca de Cena, na revista dpontaponta e no sítio Cultural Plural, todos de Ponta Grossa, nos Campos Gerais, no Paraná. Página do livro, aqui.